# Banda (stad in Uttar Pradesh)
Banda is een stad en gemeente in het district Banda van de Indiase staat Uttar Pradesh. De stad ligt aan de rivier de Ken.

## Demografie
Volgens de Indiase volkstelling van 2001 wonen er 134.822 mensen in Banda, waarvan 54% mannelijk en 46% vrouwelijk is. De plaats heeft een alfabetiseringsgraad van 66%.

## Galerij

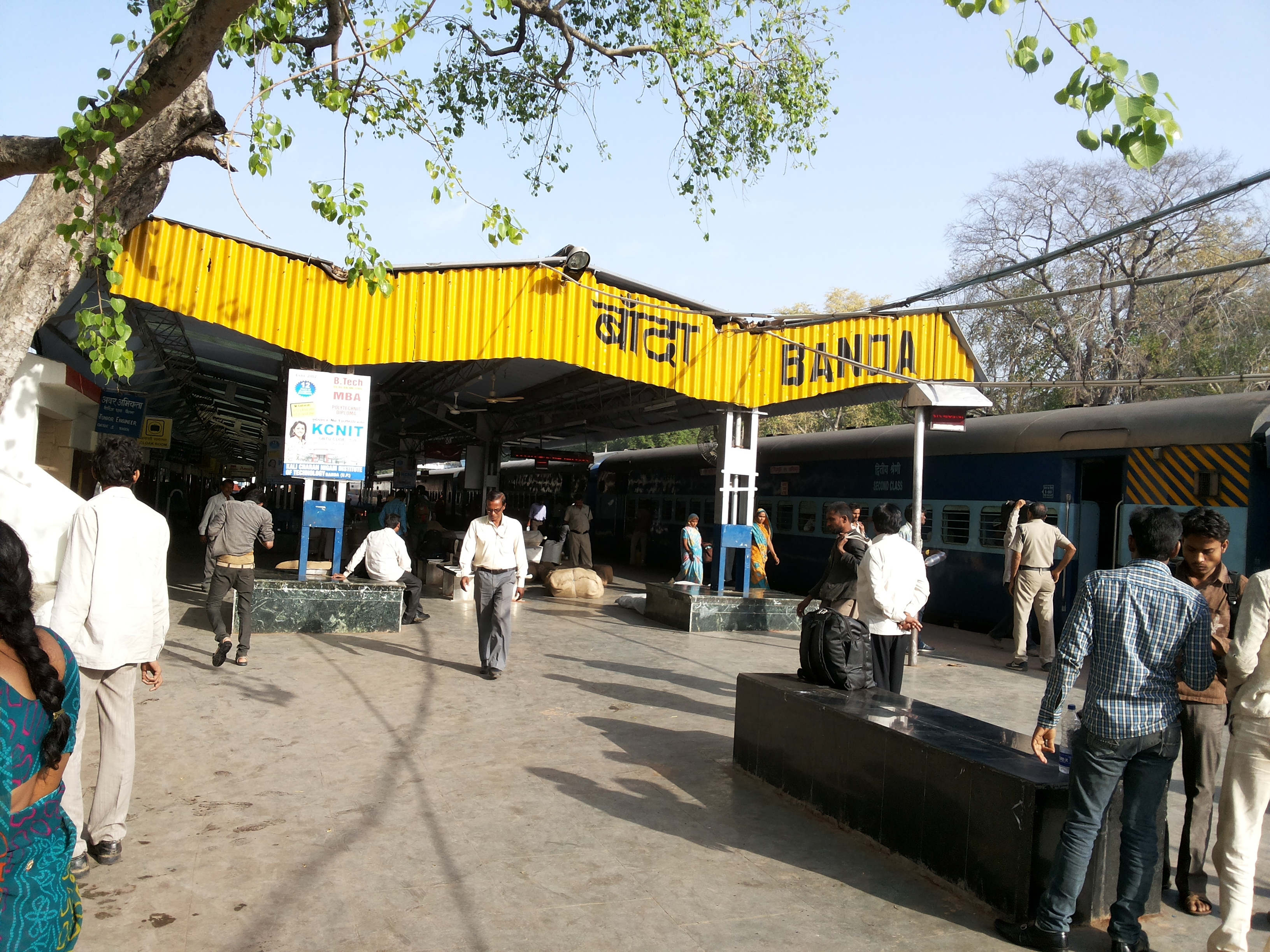
Treinstation van Banda
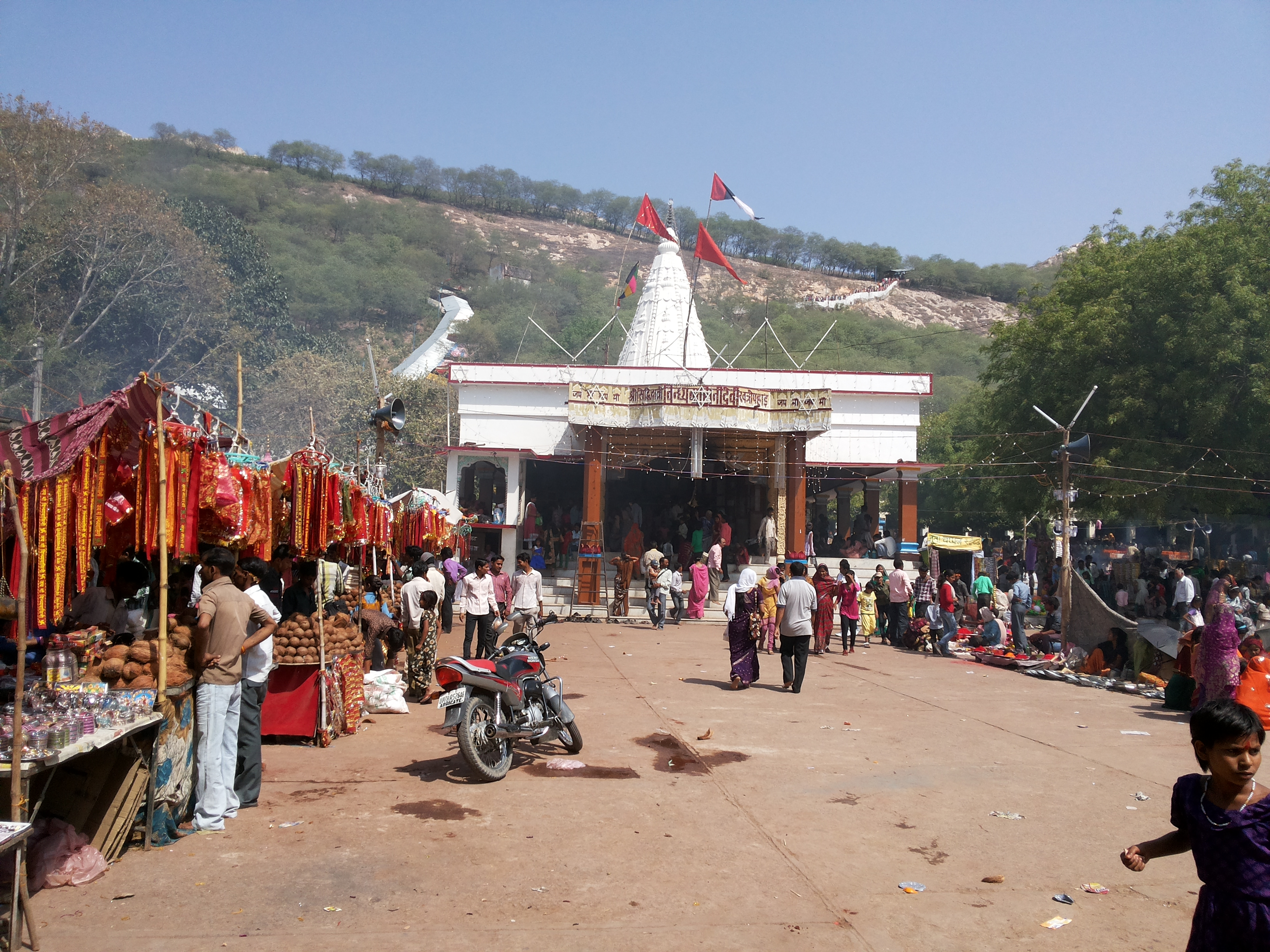
Een tempel nabij de stad
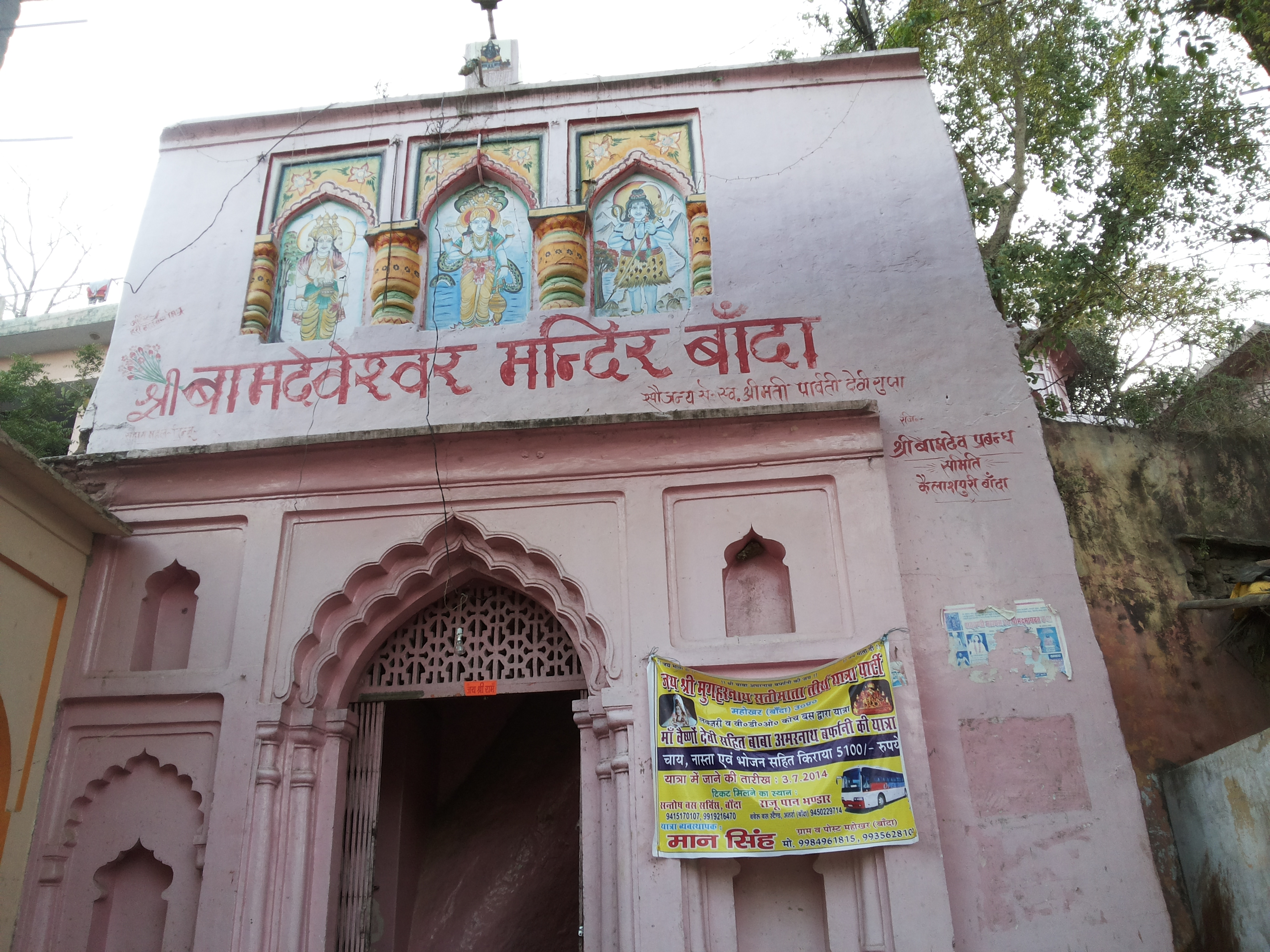
Tempel in Banda
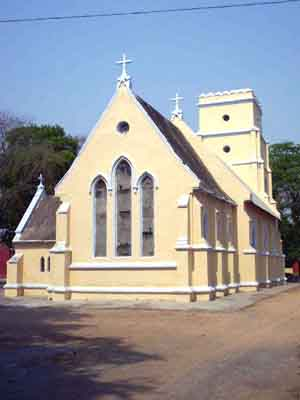
Christelijke kerk